# Borečský vrch
Borečský vrch este o arie protejată (arie specială de conservare — SAC, sit de importanță comunitară — SCI) din Republica Cehă întinsă pe o suprafață de 34,14 ha, integral pe uscat.

## Localizare
Centrul sitului Borečský vrch este situat la coordonatele 50°30′51″N 13°59′17″E / 50.514167°N 13.988056°E.

## Înființare
Situl Borečský vrch a fost declarat sit de importanță comunitară în aprilie 2005 pentru a proteja 1 specie de plante. Situl a fost protejat și ca arie specială de conservare în iulie 2012.

## Biodiversitate
Situată în ecoregiunea continentală, aria protejată conține 4 habitate naturale: Pante stâncoase silicioase cu vegetație casmofită, Pajiști uscate seminaturale și facies de acoperire cu tufișuri pe substraturi calcaroase (Festuco-Brometalia) (* situri importante pentru orhidee), Fânețe de joasă altitudine (Alopecurus pratensis, Sanguisorba officinalis), Tufărișuri subcontinentale peripanonice.
La baza desemnării sitului se află o specie protejată de  plante: dedițelul (Pulsatilla patens).